# Dąbrowa (gemeente in powiat Mogileński)
De gemeente Dąbrowa is een landgemeente in het Poolse woiwodschap Koejavië-Pommeren, in powiat Mogileński.
De zetel van de gemeente is in Dąbrowa.
Op 30 juni 2004 telde de gemeente 4717 inwoners.

## Oppervlakte gegevens
In 2002 bedroeg de totale oppervlakte van gemeente Dąbrowa 110,51 km², waarvan:
- agrarisch gebied: 71%
- bossen: 20%

De gemeente beslaat 16,35% van de totale oppervlakte van de powiat.

## Demografie
Stand op 30 juni 2004:
| Omschrijving                   | Totaal | Totaal | Vrouwen | Vrouwen | Mannen | Mannen |
| ------------------------------ | ------ | ------ | ------- | ------- | ------ | ------ |
| eenheid                        | aantal | %      | aantal  | %       | aantal | %      |
| inwoners                       | 4717   | 100    | 2347    | 49,8    | 2370   | 50,2   |
| bevolkingsdichtheid (inw./km²) | 42,7   | 42,7   | 21,2    | 21,2    | 21,4   | 21,4   |

In 2002 bedroeg het gemiddelde inkomen per inwoner 1739,15 zł.

## Administratieve plaatsen (sołectwo)
Białe Błota, Dąbrowa, Krzekotowo, Mierucin, Mierucinek, Mokre, Parlin, Parlinek, Sędowo, Słaboszewko, Słaboszewo, Sucharzewo, Szczepankowo, Szczepanowo.

## Aangrenzende gemeenten
Barcin, Gąsawa, Janikowo, Mogilno, Pakość, Żnin